# Paul Rivet
Paul Rivet (Wasigny, 7 maggio 1876 – Parigi, 21 marzo 1958) è stato un etnologo francese, autore della teoria secondo la quale l'uomo sud-americano sarebbe venuto dall'Australia e dalla Melanesia.
In questa prospettiva fondò un grande museo antropologico: il Musée de l'Homme a Parigi. Medico di formazione, Rivet prese parte a una spedizione scientifica, la seconda missione geodetica francese, che giunse all'equatore nel 1901. Alla fine di questa missione, restò in America del Sud per sei anni, studiando gli abitanti delle valli interne delle Ande. Di ritorno a Parigi, Rivet, assunto come assistente al Museo nazionale di storia naturale, scrisse le sue osservazioni sud-americane.
Le sue note furono pubblicate unitamente a quelle di René Vernaus, allora direttore del Museo, in due parti, tra il 1912 e il 1922, con il titolo di Ethnographie ancienne de l'Équateur (Antica etnografia dell'Equatore). Nel 1926 Rivet contribuì alla fondazione dell'Istituto di etnologia a Parigi, dove ebbe un ruolo chiave nella formazione di numerosi etnologi. Nel 1928 succedette a René Vernaus.
Nella sua teoria, non solo afferma che l'Asia è la culla dell'uomo americano, ma anche che 6000 anni prima erano avvenute delle migrazioni dall'Australia, e poco più tardi dalla Melanesia.
La sua opera, Les Origines de l'Homme Américain (Le origini dell'Uomo Americano), pubblicata nel 1943, contiene argomentazioni linguistiche e antropologiche tese a provare la sua tesi della migrazione.
Nel 1942 Rivet si trasferì in Colombia e vi fondò l'Istituto e Museo di Antropologia.
Tornato a Parigi nel 1945, ricominciò ad occuparsi del Museo parigino e dell'insegnamento, proseguendo nel contempo le sue ricerche sull'America del Sud. Le sue opere linguistiche introdussero nuove conoscenze sulle lingue aymara e quechua.
Rivet mantenne dei legami affettivi in Sud America del sud, in Ecuador, per via del suo matrimonio con Mercedes Andrade, di Cuenca, con cui visse fino alla morte.

## L'impegno politico
Socialista, Paul Rivet si impegnò in diverse iniziative:
- Fu fondatore e presidente del "Comitato di vigilanza degli intellettuali antifascisti" il 5 marzo 1934.
- Fu eletto consigliere di Parigi come candidato unico della sinistra il 12 maggio 1935.
- Sospeso dalle sue funzioni dal governo di Vichy nell'autunno 1940, fece parte del gruppo di resistenza conosciuto con il nome di "Gruppo del Musée de l'Homme". Per evitare un possibile arresto da parte dei tedeschi, prese la via dell'esilio in America del Sud.
- Fu eletto deputato socialista alla Liberazione. Si dimise dalla SFIO nel 1948 e entrò nella Union progressiste.
- Era anche membro della "Lega francese per la difesa dei diritti dell'uomo e del cittadino".